# (10370) Hylonome
(10370) Hylonome ist ein Asteroid aus der Gruppe der Zentauren.
Er wurde am 27. Februar 1995 von David C. Jewitt und Jane Luu am Mauna-Kea-Observatorium (IAU-Code 568) auf Hawaiʻi entdeckt.
Benannt wurde er am 26. Juli 2000 nach der Kentaurenfrau Hylonome, der Gattin des Kentauren Kyllaros.